# الغبيرة (عمد)

تعديل مصدري - تعديل

الغبيرة هي إحدى قرى  بمديرية عمد التابعة لمحافظة حضرموت، بلغ تعداد سكانها 81 نسمة حسب تعداد اليمن لعام 2004.